# 남동부산투루스쥐
남동부산투루스쥐 또는 살로코쥐(Rattus salocco)는 쥐과에 속하는 설치류 포유류이다. 남동부노랑꼬리쥐로도 불린다. 인도네시아 술라웨시섬의 토착종이다.

## 분류학
노랑꼬리쥐(Rattus xanthurus)의 아종 또는 이명으로 간주되기도 하지만, 2005년 세계의 포유류 종(Mammal Species of the World) 제3판에서 오퍼섬쥐의 근연종이며 별도의 종으로 동정되었다.

## 특징
중간 크기의 설치류로 몸길이는 209~211mm이고, 꼬리 길이는 258~265mm이다. 발 길이는 38~41mm, 귀 길이는 23~25mm이다. 등 쪽 털은 갈색빛 회색이고 털 끝이 갈색인 반면에 배 쪽은 흰색과 누르스름한 색이며, 목 부위는 누르스름한 색조를 띤다. 귀는 비교적 작다. 다리는 작은 흰색 털로 덮여 있다. 중족골에 짙은 줄무늬가 있다. 꼬리 길이가 몸길이보다 길고 꼬리 끝이 희다. 암컷은 가슴에 두 쌍, 서혜부에 두 쌍의 젖꼭지를 갖고 있다.

## 생태
육상성 동물이다.

## 분포 및 서식지
술라웨시섬 남동부 반도의 두 곳에서만 알려져 있다. 해발 300~1,500m의 산악 숲에서 서식한다.

## 보전 상태
분포 지역 크기와 개체수 상태에 대하여 최근 정보가 부족하기 때문에 국제 자연 보전 연맹(IUCN)에서 "정보부족종"으로 분류하고 있다.